# بينا دي إبرو
بلدية بينا دي إبرو (بالإسبانية: Pina de Ebro) هي بلدية تقع في مقاطعة سرقسطة التابعة لمنطقة أراغون شمال شرق إسبانيا.

## الديموغرافيا
بلغ عدد سكان بلدية بينا دي إبرو 2.626 نسمة عام 2011 (وفقاً للمعهد الوطني الإسباني للإحصاء).
| 2.187 | 2.221 | 2.312 | 2.384 | 2.461 | 2.597 | 2.626 |

## أعلام
- خوسيه إغناثيو فرانكو